# 蒂爾登鎮區 (堪薩斯州奧斯伯恩縣)
蒂爾登鎮區（英語：Tilden Township）為美國堪薩斯州奧斯伯恩縣轄下的鎮區。2010年美国人口普查中該鎮區人口有79人。

## 地理
蒂爾登鎮區涵蓋總面積為106.64平方（41.17平方英里），其中106.4平方（41.1平方英里）為陸地，0.23平方（0.089平方英里）或0.22%為水域。海拔高度476（1,562英尺）。

## 人口統計
根據2010年美國人口普查，蒂爾登鎮區人口有79人，住房44戶，人口密度為0.74人/每平方公里。此鎮區居民之種族中，白人有79人，非裔美國人有0人，美洲原住民有0人，亞裔美國人有0人，太平洋島裔美國人有0人，其他種族有0人，混血種族則有0人。此外此鎮區有0人為西班牙裔或拉丁裔美國人。

## 交通

### 主要公路
- 24號美國國道